# Murisengo
Murisengo és un municipi situat al territori de la província d'Alessandria, a la regió del Piemont (Itàlia).
Limita amb els municipis de Montiglio Monferrato, Odalengo Grande, Robella i Villadeati.
Pertanyen al municipi les frazioni de Case Battia, Corteranzo, Gallo, San Candido i Sorina.